# Kim Han-yoon
Đây là một tên người Triều Tiên, họ là Kim.
Kim Han-Yoon (sinh ngày 11 tháng 7 năm 1974) là cựu cầu thủ bóng đá người Hàn Quốc hiện đang làm huấn luyện viên cho câu lạc bộ Incheon United. Trước đây anh từng là huấn luyện viên trưởng của các câu lạc bộ: FC Seoul, Bucheon SK (hiện tại là Jeju United FC), Pohang Steelers và Busan I’Park. Năm 2019, anh đã cùng huấn luyện viên Park Hang-seo giúp đội tuyển U–22 Việt Nam giành huy chương vàng môn bóng đá nam tại đại hội Thể thao Đông Nam Á 2019.